# Mónica Calzetta Ruiz
Mónica Calzetta Ruiz (ur. 29 listopada 1972) – hiszpańska szachistka, arcymistrzyni od 2003 roku.

## Kariera szachowa
Do ścisłej czołówki hiszpańskich szachistek należy od początku lat 90. XX wieku. Pomiędzy 1992 a 2008 r. ośmiokrotnie reprezentowała narodowe barwy na szachowych olimpiadach (w tym 5 razy na I szachownicy), a w latach 1997–2007 – sześciokrotnie na drużynowych mistrzostwach Europy (3 razy na I szachownicy). Wielokrotnie startowała w finałach indywidualnych mistrzostw Hiszpanii, siedmiokrotnie zdobywając złote (1997, 2000, 2002, 2004, 2005, 2007, 2009) oraz trzykrotnie srebrne medale (1996, 1999, 2013).
W 1992 r. zajęła IV miejsce w rozegranych w Antwerpii mistrzostwach świata studentek, natomiast w 1995 r. uczestniczyła w turnieju międzystrefowym w Kiszyniowieoraz zwyciężyła w kołowym turnieju w Chambéry. W 1999 r. zajęła I m. w turnieju strefowym w Saint-Vincent, dzięki czemu zdobyła awans do rozegranego w 2000 r. w New Delhi pucharowego turnieju o mistrzostwo świata (w I rundzie przegrała z Coriną-Isabelą Peptan i odpadła z dalszej rywalizacji). W 2006 r. podzieliła III m. w otwartym turnieju w Chambéry (za Jurijem Sołodowniczenko i Józsefem Horváthem, wspólnie z m.in. Andą Šafranską i Csabą Horváthem). Kolejny sukces odniosła w 2008 r., zajmując IV m., ponownie w Chambéry (za Michaiłem Iwanowem, Józsefem Horváthem i Jurijem Sołodowniczenko, m.in. przed Thomasem Lutherem) i jednocześnie wypełniając normę na męski tytuł mistrza międzynarodowego.
Najwyższy ranking w dotychczasowej karierze osiągnęła 1 września 2009 r., z wynikiem 2386 punktów zajmowała wówczas 79. miejsce na światowej liście FIDE, jednocześnie zajmując 1. miejsce wśród hiszpańskich szachistek.